# Plinia guanacastensis
Plinia guanacastensis är en myrtenväxtart som beskrevs av Barrie. Plinia guanacastensis ingår i släktet Plinia och familjen myrtenväxter. Inga underarter finns listade i Catalogue of Life.